# Placca di Cocos

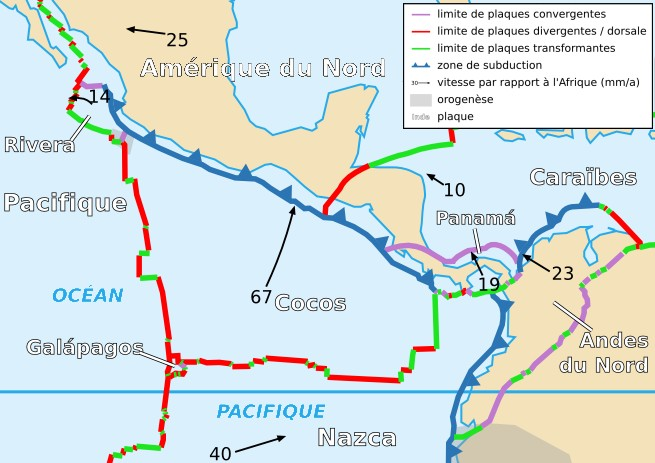
Localizzazione della placca di Cocos

La placca di Cocos è una placca tettonica della litosfera localizzata nella regione orientale dell'oceano Pacifico. La sua superficie è di circa 0.07223 steradianti. Ad essa di solito è associata la placca di Rivera. Deve il suo nome all'isola del Cocco qui presente.
La placca di Cocos è in contatto con le placche di Rivera, pacifica, delle Galápagos, Nazca, Panama, caraibica e nordamericana.